# Fox River (Alaska)
Fox River ist ein census-designated place (CDP) im Kenai Peninsula Borough in Alaska. Das U.S. Census Bureau ermittelte bei der Volkszählung 2020 eine Einwohnerzahl von 644.

## Geographie
Fox River liegt im Südwesten der Kenai-Halbinsel am Nordufer der Kachemak Bay. Fox River befindet sich 30 km nordöstlich von Homer. Die „East End Road“ führt von Homer über Kachemak und Fritz Creek nach Fox River. Das CDP-Gebiet hat eine Längsausdehnung in Ost-West- sowie in Nord-Süd-Richtung von etwa 17 km. Der namengebende Fluss durchquert den Südosten des CDP-Gebiets und mündet in die Kachemak Bay.

## Geschichte
Das Gebiet um die Kachemak Bay war historisch von Dena’ina bewohnt. Im Fox River CDP befinden sich drei Gemeinden: Voznesenka (⊙), Razdolna (⊙) und Kachemak Selo (⊙). Diese wurden nach 1968 von Altgläubigen aus Russland (russische „Old Believers“) gegründet. Die Altgläubigen pflegen ihre alten Traditionen und Bräuche. Deren Kinder lernen als erste Sprache Russisch. Fox River wurde 1990 ein census-designated place.

## Demografie
Zum Zeitpunkt der Volkszählung im Jahre 2020 (U.S. Census 2020) hatte Fox River 644 Einwohner auf einer Landfläche von 139,74 km². Von den Einwohnern waren 620 Weiße sowie ein Asiate. Beim Zensus im Jahr 2000 wurden 616 Einwohner gezählt, 2010 waren es 685.